# Jamu
Jamu (em hindi: जम्मू; romaniz.: Jammu) é uma região no sudoeste de Caxemira e o nome da capital dessa região. É também um distrito do estado de Jamu e Caxemira.

## Distrito de Jamu
Jamu é actualmente um dos distritos do estado de Jamu e Caxemira, e faz fronteira com o Paquistão e República Popular da China. É densamente povoado, atingindo os 2.718.000 habitantes no censo de 1981 e 12,378 km² de área. Em Jamu situam-se alguns dos templos mais importantes da religião hindu, que é também a que é praticada pela maior parte da população (67%). O Islão e o Siquismo têm igualmente forte presença cultural.

## Cidade de Jamu
A cidade de Jamu é a segunda mais importante de Jamu e Caxemira, depois de Serinagar, e era a capital de Verão quando Caxemira era um estado soberano (agora é a capital de Jamu e Caxemira de Inverno e Serinagar a de Verão). A cidade contava com cerca de 230.000 habitantes no censo de 1981.

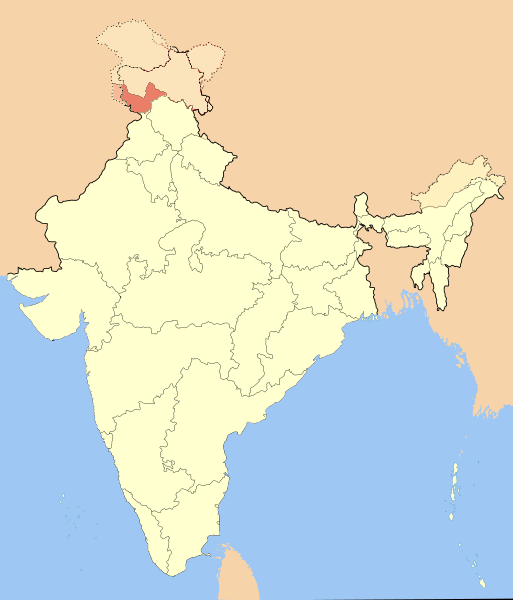
Localização de Jamu